# مجنتا تلکام
مجنتا تلکام (انگلیسی: Magenta Telekom) شرکت مخابرات اتریشی است، که در سال ۱۹۷۷ تأسیس شد.